# Chima (kommun)
Chima är en kommun i Colombia.   Den ligger i departementet Santander, i den centrala delen av landet, 210 km norr om huvudstaden Bogotá. Antalet invånare är 3 338. Arean är 152 kvadratkilometer.
Terrängen i Chima är bergig åt nordväst, men åt sydost är den kuperad.